# Фейра-ди-Сантана
Фейра-ди-Сантана (порт. Feira de Santana) — муниципалитет в Бразилии, входит в штат Баия. Составная часть мезорегиона Северо-центральная часть штата Баия. Входит в экономико-статистический микрорегион Фейра-ди-Сантана и городскую агломерацию Фейра-ди-Сантана. Население составляет 571 997 человек на 2007 год и 606 139 человек на 2014 год. Занимает площадь 1362,880 км². Плотность населения — 444,7 чел./км².

## История
Фейра-ди-Сантана была основана в начале XVIII века. Статус города поселение получило 18 сентября 1873 года.

## Экономика
Фейра-ди-Сантана — важнейший транспортный узел. Город является центром животноводческого региона. В нём традиционно проводятся скотопромышленные ярмарки. Кроме того, в городе есть табачная, кожевенная, керамическая, мясохладобойная промышленность. В окрестностях города добываются полезные ископаемые (марганцевая руда и сера), а также древесина.

## Статистика
- Валовой внутренний продукт на 2005 год составляет 3 500 550 тыс. реалов (данные: Бразильский институт географии и статистики).
- Валовой внутренний продукт на душу населения на 2005 год составляет 6635,00 реалов (данные: Бразильский институт географии и статистики).
- Индекс развития человеческого потенциала на 2000 год составляет 0,740 (данные: Программа развития ООН).

## География
Климат местности: тропическая полупустыня.